# Philhygra subpolaris
Philhygra subpolaris är en skalbaggsart som först beskrevs av Adelbert Fenyes 1909.  Philhygra subpolaris ingår i släktet Philhygra och familjen kortvingar. Inga underarter finns listade i Catalogue of Life.